# Socjalizm naukowy
Socjalizm naukowy – jedna z trzech części składowych marksizmu  , głosząca, że socjalizm stanowi konieczne stadium rozwoju społecznego.
Karol Marks i Fryderyk Engels ukuli ten termin, aby zdystansować się od tzw. socjalizmu utopijnego (tym mianem zwykło się określać nurty socjalizmu, które pojawiły się w pierwszej połowie XIX wieku). Autorzy ci, spoglądając z wyższością na próby poprzedników, chcieli w ten sposób eksponować „naukowość” własnej koncepcji.

Socjalizm utopijny [...] [n]ie umiał wyjaśnić istoty niewolnictwa najemnego przy kapitalizmie, ani odkryć praw jego rozwoju, ani znaleźć tej siły społecznej, która zdolna jest stać się twórcą nowego społeczeństwa.

Podstawowa cecha charakterystyczna marksistowskiego socjalizmu naukowego polega na tym, że opiera się on nie na pobożnych życzeniach, lecz na zrozumieniu prawidłowości rozwoju społecznego. Konieczność przekształcenia społeczeństwa kapitalistycznego w socjalistyczne Marks wyprowadził nie z jakichś utopijnych założeń, lecz z obiektywnych praw rozwoju społeczeństwa kapitalistycznego. W miejsce marzeń utopistów pojawiła się nauka o społeczeństwie komunistycznym, do którego siłą konieczności prowadzą prawa historii, obiektywny proces rozwoju sił wytwórczych i stosunków produkcji, proces rozwoju walki klasowej. Marksizm nie tylko uzasadnił nieuchronność zastąpienia kapitalizmu przez socjalizm, lecz także wskazał na siłę społeczną mogącą to zadanie wykonać.

Główną rzeczą w nauce Marksa jest wyjaśnienie światowej roli historycznej proletariatu, jako twórcy społeczeństwa socjalistycznego.

Engels pisał, iż socjalizm naukowy nie jest niczym innym, jak odzwierciedleniem w myśleniu ludzkim konfliktu między nowymi siłami wytwórczymi a kapitalistycznymi stosunkami produkcji, odzwierciedleniem w umysłach robotników, którzy cierpią wskutek tego konfliktu.
Według niektórych historyków, wszystkie odmiany socjalizmu zawierają w sobie zarówno pierwiastki naukowe, jak i utopijne.
W latach 60. XX wieku teoria socjalizmu naukowego została przekształcona przez ideologów radzieckich w dyscyplinę naukowego komunizmu.